# 4034 Vishnu
Vishnu (asteroide 4034, com a designação provisória 1986 PA) é um asteroide cruzador de Marte. Possui uma excentricidade de .4440719053872935 e uma inclinação de 11.1684º.
Este asteroide foi descoberto no dia 2 de agosto de 1986 por Eleanor F. Helin em Palomar.